# 真珠の耳飾りの少女
『真珠の耳飾りの少女』（しんじゅのみみかざりのしょうじょ、蘭: Het meisje met de parel, 英: Girl with a Pearl Earring）は、オランダの画家 ヨハネス・フェルメール（Johannes Vermeer）の絵画であり、彼の代表作の一つ。『青いターバンの少女』・『ターバンを巻いた少女』とも呼ばれ、オランダのデン・ハーグのマウリッツハイス美術館が所蔵する。口元にかすかな笑みを湛えるかのようにも見えるところから「北のモナ・リザ」「オランダのモナ・リザ」とも称される。

## 由来
制作されたのは、1665もしくは1666年と推定されている。フェルメールが33歳から34歳のころで、画家として安定した技量を発揮しつつあった時期であるが、異論がないわけではない。この少女のモデルをフェルメールの娘マーリアであるとして1670年代とする意見もあるが、1670年代の彼の技法はこの絵と明らかに異なっているため、可能性は低い。ただし、本作の構図はきわめて単純で、少女の上半身が描かれているだけで他に年代を推定できるような物品や背景がなく、後で述べるように少女の特徴であるターバンもまったくの異国の風俗で、オランダ社会のファッションの移ろいとは無縁であるなど、時代から隔絶した趣が強く、1665年または1666年という数字もあくまで推測の域を出ない。この絵画には「IVMeer」という署名があるが、日付はない。注文を受けて描かれたのか、そうであれば誰から注文を受けたのかということも不明である。その後、フェルメールは1675年に43歳で破産同然で死去したため、残された作品も競売にかけられるなどして散逸した。『真珠の耳飾りの少女』も、他の絵とともに1696年に競売された目録が残っている。
その後、1881年まで所有者は転々としたが、フェルメールの希少な作品が海外に流れるのを防ごうとしてきたヴィクトール・ド・ステュエール（Victor de Stuers）の説得に応じたデ・トンブ（A.A. des Tombe）は、1881年にハーグのオークションにてわずか2ギルダー30セント（およそ1万円）でこの絵を購入した。当時この絵はきわめて汚れており、そうした低評価もやむを得なかった。デ・トンブには相続人がいなかったため、この絵を他の絵画と一緒にマウリッツハイス美術館に寄贈し、以後ここに所蔵されている。マウリッツハイス美術館に収蔵されて以来、世界各地の展示会で展示されてきたが、2014年にマウリッツハイス美術館はこの作品を美術館の外に一切出さないという決定を下した。美術館による宣伝効果もあり、CNNの調査によれば本作品は世界で有名な絵画の一つとなっている。
1882年には補修が行われ、1960年、1994年から96年にも補修されたが、1994年から2年間の修復は入念かつ徹底的に実施され、その結果、絵はフェルメールによって描かれた当時の状況に非常に近いものとなっている。現在取り引きされるなら、その価格は100億円とも150億円とも言われる。
ここに描かれている少女が誰かは興味深い問題で、さまざまな説がある。先述されたマーリアとする意見もあるほか、彼の妻、恋人、あるいは作者のまったくの創作などとも言われるが、フェルメールの家族や知人の肖像画はなく、伝記の類も残っていないため真相は不明である。

## 鑑賞

### 唇
下唇を明るく光らせ、上唇の輪郭をぼかすことで若々しく瑞々しい質感が出されている。1994年からの補修によって、少女の唇の左端（画面で見ると右端）に白のハイライトがあること、また唇の中央部にも小さな白いハイライトがあることも明らかになった。これらは、唇の濡れた感じを示す効果がある。口元は少し開き加減で、鑑賞者には何かを言いたそうに見え、また微笑しているようにも感じられる。いずれも強い印象を与え、想像力を刺激される。『モナ・リザ』にたとえられる所以である。

### 真珠の耳飾り
現在ではイヤリングといわれる装身具。輪郭線は用いず、光の反射だけで直径2cmはありそうな大粒の真珠を写実的に描いている。反射は斜め上から差し込む光による明瞭なものと、少女の服の白い襟に反射した光によるものぼんやりしたものがあり、立体感を生み出している。1994年の補修の結果、それまであったもう一つの小さな反射と見えたものは、以前の補修に際してはがれた絵の具が裏返しになって画面についてしまったものだと判明した。

### ターバン
フェルメールの作品の多くに言えることであるが、この作品の場合は特に色の数が少ない。背景の黒を除けば、黄色と青色が主要部分を占めている。黄と青は補色の関係にあり、その対比は際立って目立つ。したがって少女が頭に巻いているターバンの鮮やかな青が強く印象に残る。この青は西アジア原産のラピスラズリという宝石から作った非常に高価な絵の具を用いたものである。もともとこのターバンが人々の目を引き、『青いターバンの少女』・『ターバンを巻いた少女』と呼ばれてきた。
ターバンは、実際には当時のヨーロッパでは一般的なファッションではなく、特異な衣装である。当時はトルコが強大な帝国を築いており、ヨーロッパをしばしば脅かした。しかし一方でヨーロッパ人にとってトルコやアジアの文化は異国情緒をそそる憧れの対象でもあり、家具調度や服装などにトルコなどの物品や風俗が用いられることも多かった。スイスの18世紀の画家ジャン＝エティエンヌ・リオタール（Jean-Étienne Liotard）のパステル画に、イギリスの貴婦人がトルコ風の衣装を着た様子を描いた作品がある（『世界の美術Ⅱ 西洋』学習研究社、1967年）。本作の場合も、異国趣味を意識したものであろうと考えられる。
一方で、1599年にグイド・レーニによって描かれたと伝えられる『ベアトリーチェ・チェンチの肖像』のオマージュである可能性も指摘されている。ベアトリーチェ・チェンチ（Beatrice Cenci）はイタリアの名門貴族の娘であったが、悪逆非道の父を殺害したため斬首刑となった。レーニの絵は彼女の処刑前夜を描いたと言われる。肩越しに振り向いた様子、ターバンを巻いている姿など共通点が多い。

## 贋作（偽物）
1937年、収集家アンドリュー・ウィリアム・メロンは、この絵と非常によく似ており、フェルメールの作品と思われたものをワシントンD.C.のナショナル・ギャラリーに寄贈した。その絵は現在では贋作と考えられている。
フェルメール研究の専門家アーサー・ウィーロック（Arthur Wheelock）は、1995年の論文でテオ・ファン・ヴェインガールデン（en:Theo van Wijngaarden）の手によるものと主張している。ヴェインガールデンは20世紀の画家で悪名高い贋作家であり、さらに悪名高いハン・ファン・メーヘレンの友人であった。ハン・ファン・メーヘレンはオランダの画家で、フェルメールの絵画をいくつも偽造したことで有名である。第2次世界大戦中にドイツの首脳ゲーリング（ヒトラーの後継者とされていた大物軍人・政治家）に贋作を売ったことから戦後に犯行が発覚、逮捕されたが、ナチスの大物をだましたというので刑は軽かった。

## 小説
小説『真珠の耳飾りの少女』は、アメリカの作家トレイシー・シュヴァリエがこの絵から着想を得て書き上げたもの。この絵のモデルとなった少女とフェルメールの関係を描く。少女はフェルメール家の小間使いという設定になっている。フィクションであるが、まるで実話のように書かれている。

## 映画
映画『真珠の耳飾りの少女』は、上記の小説を2003年に映画化したもの。アメリカ・イギリス・ルクセンブルクの合作。小説版とは結末が少し異なっている。監督はピーター・ウェーバー（en:Peter Webber）。フェルメール役はコリン・ファース、少女役はスカーレット・ヨハンソンが演じている。もともとフェルメールの絵は『青いターバンの少女』・『ターバンを巻いた少女』などと呼ばれてきたが、この映画のヒットにより『真珠の耳飾りの少女』と呼ばれるようになった（『フェルメール』美術手帖2012年6月号増刊）。